# Poa lanuginosa
Poa lanuginosa är en gräsart som beskrevs av Jean Louis Marie Poiret. Poa lanuginosa ingår i släktet gröen, och familjen gräs. Inga underarter finns listade i Catalogue of Life.